# 威廉·格贝尔
威廉·尤斯图斯·格贝尔（英語：William Justus Goebel，1856年1月4日—1900年2月3日）是美国政治家，曾任肯塔基州的第34任州长，他在就职前一天遭枪击，只担任四天州长便去世，至今仍是美国历史上唯一在任内死于暗杀的州长。德克萨斯州州长约翰·康纳利于1963年和美国总统约翰·F·肯尼迪一起遭到枪击；阿拉巴马州州长乔治·华莱士于1972年美国总统选举的民主党初选期间遭到枪击，两位最终都得以生还。
格贝尔的政治手段娴熟，善于达成协议，而且善于并且愿意在有更好选择的情况下取消原有的协议。他利用州政治机器推进个人议程的倾向也让人对他冠之以“比尔老板”（Boss Bill）、“肯顿国王”（Kenton King）、“肯顿沙皇”（Kenton Czar）、“威廉一世国王”（King William I）和“征服者威廉”（William the Conqueror）的绰号。
格贝尔粗厉的个性导致自己有许多政敌，同时他倡导铁路监管这类民粹主义政策之举也赢得许多朋友。这种冲突在1899年肯塔基州州长选举期间达到顶点。身为民主党人的格贝尔因一道法案受到党内党外的普遍谴责，许多民主党人都觉得法案过分自私。候选人提名初选期间他先是与一方结盟来共同对抗另一方，之后又背叛了自己的盟友以求胜出。最终他成功获得提名，但这样的手段也造成党派进一步分裂。普选期间起初的结果表明共和党人以微弱优势胜出，而民主党控制的州议会则设法让支持共和党人的选票作废，确保格贝尔当选，愤怒的共和党人宁愿走向内战也不愿接受这样的结果，结果格贝尔在有保镖陪同的情况下仍然遇刺，虽然在次日宣誓就职，但仅4天后就与世长辞，年仅44岁，案件至今仍然没有确切结论。

## 早年生活
威廉·尤斯图斯·格贝尔（Wilhelm Justus Goebel）于1856年1月4日生于宾夕法尼亚州布拉福县的奥尔巴尼乡（Albany Township）。他的父亲叫威廉·格贝尔（Wilhelm Goebel），母亲叫奥古斯塔·格贝尔（Augusta Goebel），娘家姓格隆克尔（Groenkle），两人都是来自德国汉诺威的移民，共有四个孩子。威廉是家里的长子，出生时早产了两个月，体重还不到三磅（1360克）。他的父亲曾在南北战争期间进入宾夕法尼亚州第82步兵团服役，隶属连，是一名列兵，母亲独自把孩子们帶大，教会他们许多有关德国传统的知识。威廉六岁前都只会说德语，但很快就适应了自己家乡的文化，名字也相应英语化（改成）。

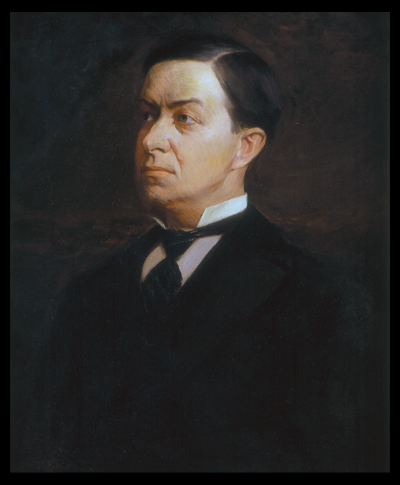
威廉·J·格贝尔

1863年，威廉的父亲从军中退伍，然后全家搬到肯塔基州的卡温顿生活。威廉在当地上学，然后到俄亥俄州辛辛那提给一位珠宝商做学徒。在霍林斯沃思商学院短暂就读后，他成为约翰·W·史蒂文森（John W. Stevenson）所开设律师事务所的学徒，后者曾于1871至1877年担任肯塔基州州长，格贝尔之后还成为了史蒂文森的合伙人及其遗嘱的执行人。1877年，格贝尔从辛辛那提大学法学院毕业，然后又获俄亥俄州甘比尔的凯尼恩学院录取，但由于父亲去世而不得不退学返家支撑家庭。格贝尔曾做过五年的私人执业律师，接下来又与肯塔基州众议员约翰·G·卡莱尔合作了五个年头，然后再到卡温顿与史蒂文森合伙经营律师事务所。

## 个人特点
在外界眼中，威廉·格贝尔始终都不是特别亲切。他参加的社会组织很少，只对最亲密的朋友微笑或握手。他极少会与女性出现浪漫关系，是肯塔基州历史上唯一一个没有结过婚的州长。他的外表更加剧了自己寡言少语的习惯。记者欧文·S·科布（Irvin S. Cobb）曾用“爬虫类动物”来形容格贝尔的外貌，还有人认为他的嘴唇给人一种轻蔑感，还长着尖尖的鼻子以及一本正经的眼睛。格贝尔在公开演说方面也不是很有天赋，他通常需要避免华丽的意象，依靠自己深沉有力的嗓音来将观点传达出去。
虽然缺乏政治人物常见的社交能力，但格贝尔的才智让他得以在政治舞台上站住脚跟。他博览群书，无论支持者还是反对者都承认对他那卓尔不群的心智留下了深刻印象。科布断定，格贝尔是自己所遇到过的所有人中，最有才智的一位。

## 政治生涯
1887年，詹姆斯··布莱恩（James W. Bryan）从肯塔基州参议院辞职竞选副州长职位。格贝尔决定参选因此空缺的卡温顿地区参议员议席。他的竞选纲领包括提倡铁路管制和劳工事业，加上之前合作伙伴史蒂文森的影响，本应能让他轻松取胜，但事实上却并非如此。当时一个名为工会劳工党的第三方政党已在卡温顿兴起，其纲领与格贝尔类似。格贝尔不得不与民主党盟友合作，但工会劳工党获得的选票与民主共和两大党派都很接近，最终格贝尔虽然胜出，但优势仅有56票。

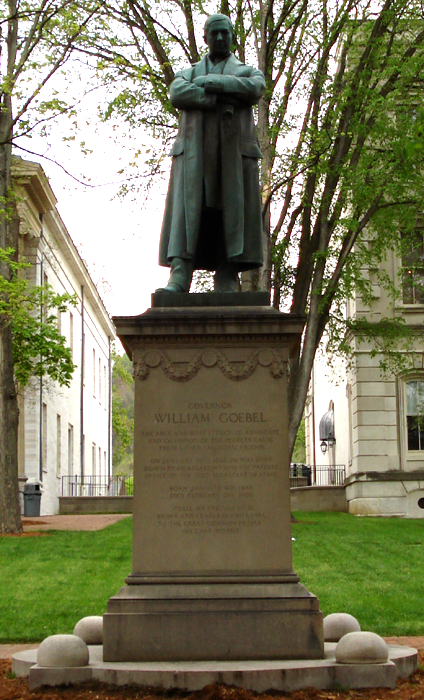
位于法兰克福的老州议会大厦前树立有格贝尔的雕像。

布莱恩的参议员任期还剩下两年，所以格贝尔如果想要竞选连任，必须要在这段时间里脱颖而出，为此他瞄准了一个既庞大，又很得民心的目标：路易斯维尔和纳什维尔铁路公司。肯塔基州众议院中的亲铁道派议员提议废除肯塔基州铁路委员会，这一提议在众议院通过后送交参议院。参议员卡修斯·马塞勒斯·克莱（Cassius Marcellus Clay）于是提议组建委员会对铁路行业的游说进行调查。格贝尔在委员会中任职，并发现了铁路企业的严重违规游说行为，他还帮助参议院挫败了这项废除铁路委员会的法案。这些成绩让他成为所在选区的英雄人物，1889年他在没有对手的情况下取得连任，1893年时，他又一次获得连任，得票数是共和党对手的三倍。
1890年，格贝尔成为肯塔基州第四次制宪会议的代表，这次会议上制订的宪法即是如今的肯塔基州宪法。虽然能够获选为代表是很大的荣耀，但格贝尔对于制订新宪法表现得兴致缺缺。这届会议一共开了250天，其中格贝尔只出席了100天。不过他还是成功地争取在新宪法中列入了铁路委员会，在这样的情况下，铁路委员会作为宪法实体，只有在民众投票批准的宪法修正案中才有可能加以废除，此举也可以有效地防止委员会被州议会单方面地拆散。

### 与约翰·桑福德的决斗
1895年，格贝尔与约翰·劳伦斯·桑福德（John Lawrence Sanford）发生了冲突，许多观察家认为两人进行了决斗。桑福德曾是邦联军官，战争结束后成为银行家，他和格贝尔之前就曾发生过冲突。格贝尔成功地取消了肯塔基州一些收费道路的过路费项目，这让桑福德蒙受了可观的经济损失。人们普遍认为，正是桑福德设法令格贝尔未能获得肯塔基州上诉法院的任命，该院当时是肯塔基州的最高法院。对此格贝尔给当地报纸写了一份稿件，其中称桑福德是“淋病嫖客”（Gonorrhea John）。
格贝尔与两位熟人前去卡温顿兑现支票，他提议大家不要前去桑福德的银行，但桑福德就站在银行门外，在三人穿过大街前去另一家银行前就参与进来与各人交谈。桑福德在和格贝尔的朋友打招呼时伸出的是左手，右手插在兜里握住自己的手枪，发现这点的格贝尔也提起警觉，用手紧抓住自己口袋里的左轮手枪。桑福德向格贝尔问道：“据我所说，你就是那篇文章的作者？”格贝尔回答：“我是。”多位证人证实当时两人都向对方开了枪，当大家都无法确定到底是谁先开火。格贝尔没有受伤，子弹幸运地只是穿过他的外套并撕烂了裤子，但桑福德则被击中头部，于五小时后去世。之后法庭宣布格贝尔属正当防卫，将他无罪释放，但这一事件会对他的政治生涯构成不利影响。这一无罪判决在当时也非比寻常，因为肯塔基的州宪法中禁止决斗。如果格贝尔受到定罪，那么他将永远失去从事任何公职的资格。

### 《格贝尔选举法》
肯塔基州议会由民主党人主控，他们认为各县的选举专员在选择地方选举官员时有欠公正，并且正是这种不公正导致1895年首次有一位共和党人威廉·O·布拉德利当选肯塔基州州长，甚至1896年共和党总统威廉·麦金莱的当选也与此脱不了干系。格贝尔提出了一项人称《格贝尔选举法》（Goebel Election Law）的法案，议会对法案进行投票时，议员的投票可谓党派立场泾渭分明，州长布拉德利否决了法案，但议会又推翻了他的否决。选举法建立了一个由三位成员组成的州选举委员会，其成员由州议会指派，负责选择各县的选举专员。事实证明，这一制度不过是换汤不换药，与之前的制度一样可能受人利用和操纵，只不过是由民主党控制的州议会来指派民主党同僚担任选举委员会委员而已。
许多选民谴责这项法案是格贝尔增强自己政治势力的自私之举，组建的选举委员会也一直都充满争议，直到1900年经特别立法会议废除时为止。格贝尔虽然在1896年升任肯塔基州参议院临时议长，但在该法通过后，他就成为两大党派许多人士的反对目标。

### 1899年州长选举
1899年，肯塔基州的民主党人在路易斯维尔召开州长提名大会，除格贝尔外，还有两人争夺候选人提名，分别是沃特·哈丁（Wat Hardin）和威廉··斯通（William J. Stone）。哈丁起初看来最有希望获得提名，于是斯通与格贝尔达成协议，共同排挤哈丁。斯通的支持者会支持格贝尔挑选的任何人来主持会议，作为回报，来自路易斯维尔本已承诺支持格贝尔的代表中会有半数投票支持斯通获得提名。接下来格贝尔将退出竞争，但会提名其他多个官职的竞争人选。这一计划的消息传开后，哈丁认为自己面对斯通和格贝尔的联合阵线缺乏胜算，于是退出了竞争。
格贝尔在成功安插了自己选择的人员主持大会后背弃了原有的协定，没有退出竞争。哈丁看到斯通遭到背叛后认为自己有望获得提名，于是重新加入。经过多轮混乱的投票，一直没有任何人获得超过半数的支持，由格贝尔钦点的大会主席于是宣布之后的投票中得票最少的候选人出局，结果第一个遭淘汰的就是斯通。他的支持者因此陷入了两难的境地，他们要么要选择被视为铁路企业马前卒的哈丁，要么就要选择背信弃义的格贝尔。最终这些人中有部分选择了格贝尔，让他足以最终胜出获得提名。格贝尔的策略虽说并不违法，但很不得人心，并且造成了党派的分裂。心怀不满的一派于是自称“诚信选举联盟”（Honest Election Democrats），拒绝承认格贝尔为候选人，在列克星敦召开了单独的提名大会，提名前州长约翰·Y·布朗再度竞选。
共和党候选人威廉·S·泰勒（William S. Taylor）在普选中战胜两位民主党候选人，比格贝尔多2383票。州议会中的民主党人指控部分县存在投票违规行为，但让人意外的是，经《格贝尔选举法》组建，由三位钦点格贝尔派民主党人组成的选举委员会以二比一裁决，存在争议的选票仍需计算，理由是他们没有法律上的授权来逆转各县的正式选举结果，并且根据州宪法，审查选举的权力属于州议会。州议会于是开始宣布一些共和党选票无效，让格贝尔足以当选。议会中的共和党少数派和传统共和党选区的选民对此都非常愤怒，连续几天的时间里，整个州都在可能爆发内战的边缘徘徊。

## 遇刺及余波

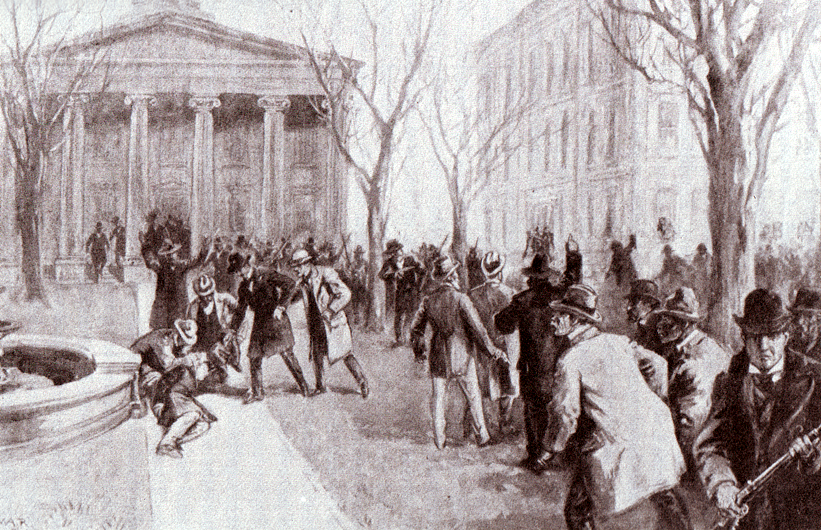
刊登在1900年《哈珀周刊》上的一张描绘格贝尔遭刺杀的草图。

尽管选举结果存在争议，并且格贝尔还收到有针对他的暗杀阴谋警告，但他还是于1900年1月30日早上在两名保镖的陪同下走进老州议会大厦。多份报告对当时实际情况的说法存在争议，但都认为附近的州政府大楼中打出了五到六枪，其中一枪打中格贝尔胸口造成重伤。当时还担任着州长职务的泰勒调集民兵，召集州议会召开特别会议对选举结果作出最后决定，只是特别会议的召开地点并非法兰克福，而是在共和党地盘伦敦。共和党少数派议员听从州长指示前往伦敦，但民主党议员拒绝接受，其中许多人都前往路易斯维尔。双方都自称合法代表，但共和党人数太少，无法凑齐法定人数。

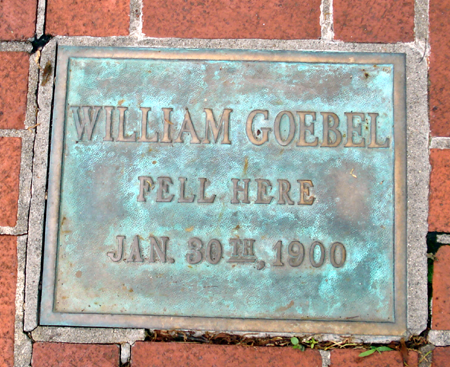
老州议会大厦前的一块牌匾，标明格贝尔遭枪击后所倒下的位置。

格贝尔于遭枪击次日宣誓就任州长，但这时他已命在旦夕。他唯一的行动就是签署命令解散泰勒召集的民兵，但军队的共和党指挥官无视命令。虽有18位医生的护理，但威廉·尤斯图斯·格贝尔还是于1900年2月3日与世长辞，享年44岁。根据记者回忆，他的遗言是“告诉我的朋友们，要勇敢、无畏，对百姓忠实。”身为怀疑论者的欧文·还从格贝尔去世时屋里的其他人嘴里听到了更多的内容，据称州长在吃过自己最后的一顿饭后说：“老兄，这牡蛎都他妈臭了。”考虑到格贝尔对路易斯维尔和纳什维尔铁路公司的不满，他的尸体没有经该公司的铁路运输，而是迂回地从他的家乡卡温顿北上穿越俄亥俄河到达辛辛那提，再经另一条铁路南下至法兰克福。

### 局势的缓和
格贝尔去世后，紧张的局势开始缓和。对于反对派来说，让格贝尔的副州长J·C·W·贝克汉姆当任新州长，还是比州内爆发内战更好的选择，许多人宁愿开战，也不能接受格贝尔担任州长。经过漫长的会议，两党终于达成了妥协，其中共和党人需要承认格贝尔当选以及之后贝克汉姆继任的合法性，并且从法兰克福解散之前召集的民兵。作为交换，民主党将对任何发现与暗杀存在关联的共和党官员予以豁免，并且不参加其他州级官职的竞争，努力通过一项没有党派成见的竞选改革法案。这项协议只要有泰勒的签名就能生效，但他对此犹豫不决，不愿放弃自己的州长宝座。
妥协无法生效，于是双方同意付诸司法途径。肯塔基州上诉法案裁定州议会宣布格贝尔当选之举合法，共和党又向联邦最高法院上诉，并于1900年4月30日进行辩论。5月21日，联邦最高法院以8比1作出裁决，不受理泰勒诉贝克汉姆案（Taylor v. Beckham），这样州上诉法院的裁定就得到了维持。其中唯一的反对意见来自大法官约翰·马歇尔·哈伦，他是肯塔基州人。

### 审判和调查
针对暗杀的调查随后展开并很自然地集中到下台州长泰勒的头上，面对迫在眉睫的起诉，他逃到了印第安纳州的印第安纳波利斯。印第安纳州州长拒绝引渡泰勒，后者因此从未受到过对谋杀格贝尔的阴谋是否知情的质问。泰勒在印第安纳州成为一位成功的律师，并于1909年由继任贝克汉姆州长职位的共和党人奥古斯都·E·威尔逊（Augustus E. Willson）豁免。
包括泰勒在内的16人最终受到刺杀州长格贝尔的起诉。其中三人以自己的证词进行控辩交易而获得豁免。一共只有五人走上法庭受审，其中两人无罪释放。受到定罪的三人分别是亨利·尤西（Henry Youtsey）、吉姆·霍华德（Jim Howard），以及泰勒手下的州务卿凯莱布·鲍尔斯（Caleb Powers）。检方指控称鲍尔斯是幕后主使，目的是杀死政敌以便泰勒能够继续就职，尤西是其中的中间人，而霍华德则是真正的凶手，据说他曾因家族世仇杀了人，然后在法兰克福向泰勒寻求豁免。
这些审判过程中不规则的行为随处可见，全部三名法官都是格贝尔派民主党人，挑选陪审员时，一度368名人选中仅有8名是共和党人。共和党上诉法院推翻了对鲍尔斯和霍华德的定罪，鲍尔斯的案件先后审理了三次，其中两次判决罪名成立，还有一次流审，而霍华德又经过了两轮受审，两次都被定罪。最终两人都由州长奥古斯都··威尔逊豁免。
尤西被判无期徒刑后没有上诉，但服刑两年后，他决定合作来获取减刑。尤西在霍华德第二次受审时声称，前州长泰勒曾与尤西和霍华德讨论过暗杀阴谋。他支持了检方有产泰勒和鲍尔斯一起处理阴谋细节的说法，称自己是中间人，霍华德则是刽子手。之后的交叉询问中，被告一方指出了尤西的说法在细节上存在自相矛盾之处，但霍华德仍然被定罪。尤西于1916年获得假释，1919年由民主党州长詹姆斯·D·布莱克（James D. Black）豁免。
大部分历史学家都认为，格贝尔遇刺案的真相可能永远都不会水落石出。

## 遗产
位于肯塔基州卡温顿的格贝尔公园就是为纪念这位已故州长而命名。

## 扩展阅读
- Cobb, Irvin S. . The Bobbs-Merrill Company. 1941.